# Kvalvik
Kvalvik est une localité du comté de Troms, en Norvège.

## Géographie
Administrativement, Kvalvik fait partie de la kommune de Lyngen.